# Gustaf Thorsell (konstnär)
Carl Gustaf Thorsell, född 14 januari 1905 i Bengtsfors, Älvsborgs län, död 25 november 1989 i Uppsala, var en svensk målare, tecknare och teckningslärare.
Han var son till metodistpastorn Karl Oscar Thorsell och Amanda Catherina Pearsson och från 1957 gift med Inga Maria Pettersson. Efter studentexamen och teologiska och filosofiska studier vid Uppsala universitet 1928–1930 studerade Thorsell vid Högre konstindustriella skolan i Stockholm 1933–1938. Tillsammans med Carin Ax ställde han ut i Uppsala 1955 och han medverkade i samlingsutställningar i Uppsala, Gävle, Sala, Avesta, Kolsva och Fagersta samt utställningar arrangerade av Uplands konstförening. Bland hans offentliga arbeten märks en mosaik i Almtunaskolan i Uppsala och utsmyckningar för Metodistkyrkan i Sala samt Akademiska sjukhuset och Sabbatsbergs sjukhus. Hans konst består av landskap, interiörer, porträtt och ett mindre antal stilleben. Han hämtade sina motiv till landskapsbilderna från den uppländska kustnaturen och Gotland. Thorsell är representerad vid Uppsala folkskoleseminarium.